# Ilmebahn
| Streckennummer: | 1824 (Einbeck-Salzderhelden–Einbeck Mitte) 9182 (Einbeck Mitte–Dassel)                                                            |                                            |                                            |
| Kursbuchstrecke (DB): | 357.1 |                                            |                                            |
| Kursbuchstrecke: | 179d (Salzderhelden – Einbeck 1934) 179e (Einbeck – Dassel 1934) 202d (Salzderhelden – Einbeck 1946) 202e (Einbeck – Dassel 1946) |                                            |                                            |
| Streckenlänge: | 13,3 km und 4,4 km |                                            |                                            |
| Spurweite: | 1435 mm (Normalspur) |                                            |                                            |
| Streckenklasse: | D4 |                                            |                                            |
| Streckengeschwindigkeit: | 60 km/h |                                            |                                            |
| | |                                            |                                            |
| Streckenverlauf | |                                            |                                            |
| \| \| \| von Göttingen \| \| \| \| 0,000 \| Einbeck-Salzderhelden \| Einbeck-Salzderhelden \| \| \| \| nach Hannover \| \| \| \| \| B 3, hier zugleich Deutsche Fachwerkstraße \| \| \| \| 1,134 \| Leine \| Leine \| \| \| 1,369 \| Leineflutbrücke \| Leineflutbrücke \| \| \| 2,088 \| Ilme \| Ilme \| \| \| 2,950 \| Einbeck Otto-Hahn-Straße (seit 2019) \| Einbeck Otto-Hahn-Straße (seit 2019) \| \| \| 3,334 \| Anschluss PKM \| Anschluss PKM \| \| \| 4,400 \| Einbeck Mitte \| Einbeck Mitte \| \| \| 5,122 \| Einbeck Bw (Awanst) \| Einbeck Bw (Awanst) \| \| \| 5,422 \| Krummes Wasser \| Krummes Wasser \| \| \| 5,560 \| Einbeck BBS/PS-Speicher (seit 2016) \| Einbeck BBS/PS-Speicher (seit 2016) \| \| \| 6,550 \| Anschluss Adwest HWE \| Anschluss Adwest HWE \| \| \| 7,500 \| B 3 (Ortsumgehung) \| B 3 (Ortsumgehung) \| \| \| 7,6 \| Sachsenbreite (geplant) \| Sachsenbreite (geplant) \| \| \| 7,7203,2 \| Sachsenbreite (seit 2004 Streckenende) \| Sachsenbreite (seit 2004 Streckenende) \| \| \| \| L 580 \| \| \| \| 6,3 \| Juliusmühle \| Juliusmühle \| \| \| 7,8 \| Markoldendorf \| Markoldendorf \| \| \| \| L 580 \| \| \| \| 10,4 \| Eilensen \| Eilensen \| \| \| 13,3 \| Dassel \| Dassel \| \| \| \| \| \| \| Quellen: [2][3][4][5] \| \| \| \| | |                                            |                                            |
| Strecke | | von Göttingen                              | von Göttingen                              |
| Bahnhof | 0,000 | Einbeck-Salzderhelden                      | Einbeck-Salzderhelden                      |
| Abzweig geradeaus und nach rechts | | nach Hannover                              | nach Hannover                              |
| Strecke mit Straßenbrücke | | B 3, hier zugleich Deutsche Fachwerkstraße | B 3, hier zugleich Deutsche Fachwerkstraße |
| Brücke über Wasserlauf | 1,134 | Leine                                      | Leine                                      |
| Brücke | 1,369 | Leineflutbrücke                            | Leineflutbrücke                            |
| Brücke über Wasserlauf | 2,088 | Ilme                                       | Ilme                                       |
| Haltepunkt / Haltestelle | 2,950 | Einbeck Otto-Hahn-Straße (seit 2019)       | Einbeck Otto-Hahn-Straße (seit 2019)       |
| Abzweig geradeaus und von rechts | 3,334 | Anschluss PKM                              | Anschluss PKM                              |
| Bahnhof | 4,400 | Einbeck Mitte                              | Einbeck Mitte                              |
| Blockstelle | 5,122 | Einbeck Bw (Awanst)                        | Einbeck Bw (Awanst)                        |
| Brücke über Wasserlauf | 5,422 | Krummes Wasser                             | Krummes Wasser                             |
| Haltepunkt / Haltestelle | 5,560 | Einbeck BBS/PS-Speicher (seit 2016)        | Einbeck BBS/PS-Speicher (seit 2016)        |
| Abzweig geradeaus und nach links | 6,550 | Anschluss Adwest HWE                       | Anschluss Adwest HWE                       |
| Brücke | 7,500 | B 3 (Ortsumgehung)                         | B 3 (Ortsumgehung)                         |
| ehemaliger Haltepunkt / Haltestelle | 7,6 | Sachsenbreite (geplant)                    | Sachsenbreite (geplant)                    |
| | 7,7203,2 | Sachsenbreite (seit 2004 Streckenende)     | Sachsenbreite (seit 2004 Streckenende)     |
| Bahnübergang (Strecke außer Betrieb) | | L 580                                      | L 580                                      |
| Haltepunkt / Haltestelle (Strecke außer Betrieb) | 6,3 | Juliusmühle                                | Juliusmühle                                |
| Bahnhof (Strecke außer Betrieb) | 7,8 | Markoldendorf                              | Markoldendorf                              |
| Bahnübergang (Strecke außer Betrieb) | | L 580                                      | L 580                                      |
| Haltepunkt / Haltestelle (Strecke außer Betrieb) | 10,4 | Eilensen                                   | Eilensen                                   |
| Kopfbahnhof Streckenende (Strecke außer Betrieb) | 13,3 | Dassel                                     | Dassel                                     |
| | |                                            |                                            |
| Quellen: | |                                            |                                            |

Die Ilmebahn ist ein in Einbeck ansässiges regionales Verkehrsunternehmen mit der Rechtsform der GmbH.

## Geschichte
Nach mehreren Vorstößen der Stadt Einbeck wurde die Braunschweigische Eisenbahngesellschaft, die aus der braunschweigischen Staatsbahn hervorgegangen war, vom preußischen Staat angewiesen, eine Bahnstrecke zwischen Salzderhelden an der hannoverschen Südbahn und der Stadt Einbeck zu bauen. 1879 konnte die 4,6 km lange Strecke in Betrieb genommen werden. Da es Interesse gab, diese Strecke in den Solling zu verlängern, aber der Staat kein Interesse daran hatte, wurde die Ilmebahn AG in Dassel gegründet und am 25. Oktober 1882 ins Handelsregister eingetragen. Am 20. Dezember 1883 wurde der Eisenbahnbetrieb zwischen dem Staatsbahnhof Einbeck Mitte und Dassel aufgenommen. Die Betriebsführung lag nacheinander bei der Braunschweigischen Eisenbahngesellschaft, bei der Preußischen Staatsbahn (Eisenbahndirektion Hannover) und bei der Deutschen Reichsbahn (Eisenbahndirektion Cassel). 1924 wurde die Betriebsführung selber übernommen und eigene Fahrzeuge angeschafft. 1949 wurde der Omnibus-Linienverkehr aufgenommen. Von der Deutschen Bundesbahn wurden 1954 die gesamten Verkehrsleistungen auf der Strecke Salzderhelden – Einbeck übernommen. Der Schienenpersonenverkehr Einbeck – Dassel wurde 1975 eingestellt, Salzderhelden – Einbeck 1984. 1982 wurde die Bedienung der Strecke Einbeck (ehemals Salzderhelden) – Einbeck Mitte (ehemals Einbeck) wieder an die DB übergeben und 1992 erneut übernommen. 1994 wurde die Rechtsform der Ilmebahn von einer AG in eine GmbH überführt.
In der Blankschmiede Neimke befindet sich eine Ausstellung zur Geschichte dieser Bahn.

## Infrastruktur
Als Eisenbahninfrastrukturunternehmen (EIU) gehört der Ilmebahn die eingleisige Nebenbahn Einbeck-Salzderhelden – Juliusmühle, auf der sie den Güterverkehr durchführt. Die Teilstrecke Salzderhelden – Einbeck Mitte wurde 1999 von der DB AG gepachtet und 2005 gekauft. Der Streckenabschnitt Dassel – Markoldendorf wurde 2002 und der anschließende Abschnitt Juliusmühle – Markoldendorf 2004 stillgelegt. Derzeit wird die Strecke noch bis Sachsenbreite betrieben, wo die Strecke an einem Prellbock endet. Der Abschnitt bis Juliusmühle wurde 2011 zur Übernahme durch andere EIU ausgeschrieben. Die Betriebswerkstatt und der Betriebshof befindet sich in Einbeck. Früher gab es auch einen zweiständigen Lokschuppen in Dassel, welcher um das Jahr 2004 von der Paul-Gerhardt-Schule Dassel übernommen werden sollte, ein Plan der jedoch nicht durchgeführt wurde.
Im Frühjahr 2016 wurde ein neuer Haltepunkt mit dem Namen Einbeck PS-Speicher errichtet, um das Museum PS-Speicher zu erschließen.
Für die Wiederaufnahme des Personennahverkehrs erhielt die Strecke elektronische Stellwerkstechnik und neue Bahnübergangssicherungsanlagen. In Einbeck Mitte wurde ein neuer Hausbahnsteig mit einer Höhe von 55 Zentimetern errichtet.

## Verkehr

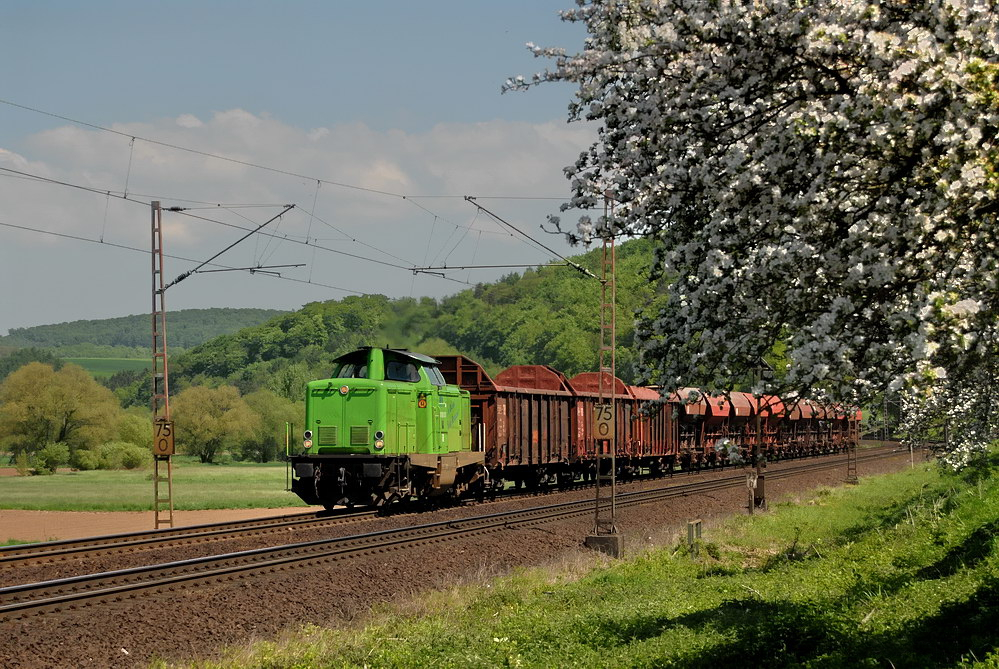
V 100 01 der Ilmebahn GmbH bei Einbeck-Salzderhelden

Als Eisenbahnverkehrsunternehmen (EVU) ist die Ilmebahn GmbH für die DB Cargo tätig und erbringt Rangierleistungen auf verschiedenen Bahnhöfen im Umkreis (Kreiensen, Stadtoldendorf, Holzminden, Northeim, ehemals Bad Gandersheim u. a.).
Weiterhin betreibt sie den Stadt- und Schulbusverkehr sowie mehrere Regionalbuslinien des ÖPNV im Gebiet des ehemaligen Landkreises Einbeck sowie teilweise darüber hinaus im Verkehrsverbund Süd-Niedersachsen (VSN, seit 1999).
Die Ilmebahn GmbH war bis 2020 Mitglied im Tarifverband der Bundeseigenen und Nichtbundeseigenen Eisenbahnen in Deutschland (TBNE).
Fahrten mit dem historischen Triebwagen „Ilmeblitz“ können seit der Modernisierung der Strecke mangels Ausstattung mit Punktförmiger Zugbeeinflussung (PZB) nicht mehr stattfinden.

## Reaktivierung
Es gab schon in den 2000er Jahren Bestrebungen, auf dem Streckenabschnitt Einbeck-Salzderhelden – Einbeck Mitte den Schienenpersonennahverkehr wieder aufzunehmen.
Dieser Abschnitt gehörte zu den drei Strecken in Niedersachsen, deren Reaktivierung nach Gutachtermeinung 2015 einen deutlichen volkswirtschaftlichen Nutzen erzielen würden.
Im Januar 2016 wurde eine Finanzierungsvereinbarung zwischen dem Land Niedersachsen und der Ilmebahn GmbH geschlossen, die eine Reaktivierung der Strecke zwischen Einbeck-Salzderhelden und Einbeck Mitte vorsah. Die Züge sollten mit vier Minuten Fahrzeit die Innenstadt von Einbeck mit dem Bahnhof Salzderhelden verbinden, wo Anschluss nach Göttingen und Hannover besteht. Vorgesehen war eine stündliche Bedienung; während der Hauptverkehrszeit sollten auch direkte Züge nach Göttingen verkehren. Die Kosten für die Herrichtung der Infrastruktur beliefen sich auf acht Millionen Euro.
Die Betriebsleistungen wurden per Direktvergabe bis Dezember 2029 an DB Regio vergeben. Die Leistungen wurden in das Dieselnetz Südost-Niedersachsen integriert, bei dem Fahrzeuge vom Typ Alstom Coradia LINT zum Einsatz kamen. Nach einem Gutachten wurde für die Strecke Einbeck Mitte – Einbeck-Salzderhelden langfristig ein Potenzial von 600 Fahrgästen gesehen, von denen 350 Neukunden sind. Die parallele Regiobusbedienung entfiel hierfür. Im Januar 2017 wurde die Finanzierungsvereinbarung mit dem Land Niedersachsen geschlossen.
Die Inbetriebnahme war für Dezember 2017 geplant. Im August 2017 wurde mit der denkmalgerechten Instandsetzung der Ilmebrücke begonnen. Dabei wurden irreparable Schäden an der Stahlkonstruktion festgestellt, die einen Neubau der Brücke erforderlich machten. Dadurch konnte die Wiederinbetriebnahme bis Einbeck Mitte erst mit einem Jahr Verzögerung zum Fahrplanwechsel im Dezember 2018 erfolgen. Für die Leine- und die Leineflutbrücke waren bereits von Beginn an Ersatzneubauten vorgesehen.
Im Juli 2019 wurde bekanntgegeben, dass das neu geschaffene Nahverkehrsangebot auf der Schiene von täglich rund 340 Fahrgästen genutzt wird. Zum Fahrplanwechsel im Dezember 2019 wurde ein neuer Halt an der Otto-Hahn-Straße in Einbeck in Betrieb genommen. 
Der Verkehr zum neuen Haltepunkt Einbeck BBS/PS-Speicher wurde im November 2022 montags bis freitags während der Hauptverkehrszeit für einen dreijährigen Probebetrieb aufgenommen.
Am derzeitigen Streckenende Sachsenbreite sollen ein weiterer Halt und eine Ladestelle für den Güterverkehr entstehen. Auf der ehemaligen Trasse Sachsenbreite – Juliusmühle soll ein Radweg entstehen.

## Fahrzeuge
Zum Einsatz kamen zunächst ehemalige Staatsbahnlokomotiven, ab 1924 drei preußische T 3. 1934/5 wurden sie durch zwei preußische T 9.3 ersetzt. 1948 kam noch eine preußische T 10 dazu.
Zwischen 1955 und 1962 wurde der Dampflokomotivbetrieb auf Dieselbetrieb umgestellt. Dazu wurden erstmals neue Lokomotiven, eine MaK 600 D (V 601) und eine MaK 650 D (V 65.02), beschafft.
Ehemalige Loks und Triebwagen:
- V 100 02, ehemals DB 202 302, verkauft im März 2016
- Waggonfabrik Wismar Typ Lüneburg, („Ilmeblitz“), 2007 von der OHE DT 511. 2019 verkauft an die Arbeitsgemeinschaft Verkehrsfreunde Lüneburg.[22]

Fahrzeugbestand (2016):
- V 100 01, ehemals DB 212 268, 1995 beschafft
- V 100 02, ehemals DB 202 746, Ende 2015 beschafft